# Stampede Wrestling
Stampede Wrestling é uma promoção nacional canadense de wrestling profissional com base em Calgary, Alberta. Foi durante 50 anos uma das maiores promoções do leste canadense. Originalmente criada por Stu Hart em 1948, a promoção competiu durante 4 décadas com promoções como NWA All-Star Wrestling e Pacific Northwest Wrestling por eventos com maior assistência.
A promoção foi conduzida por Stu Hart até 1984, quando o comando passou para o Chairman da WWF, Vince McMahon. Entre 1985 e 1989, Bruce Hart teve e o comando e depois passou o cargo a Ross Hart. Atualmente, Bill Bell é o presidente desde 2005. A empresa ficou entre 1989 e 1999 sem operações.

## Atuais campeões
| Título:                                                    | Último campeão (ões): | Ativo desde:            | Ativo até: | Ref:        |
| ---------------------------------------------------------- | --------------------- | ----------------------- | ---------- | ----------- |
| Stampede North American Heavyweight Championship           | Ravenous Randy        | 28 de fevereiro de 1968 | N/A        | [ 1 ] [ 2 ] |
| Stampede British Commonwealth Mid-Heavyweight Championship | Gama Singh Jr         | Julho de 1978           | N/A        | [ 1 ] [ 3 ] |
| Stampede International Tag Team Championship               | The Funky Bunch       | 1958                    | N/A        | [ 1 ] [ 4 ] |
| Stampede Women's Pacific Championship                      | Belle Lovitz          | 15 de junho de 2005     | N/A        | [ 5 ]       |

## Alumni
Aqui abaixo estarão os principais wrestlers que fizeram parte da Stampede Wrestling:
- André the Giant
- Chris Benoit
- Owen Hart
- Dory Funk, Jr.
- Bret Hart
- Brian Pillman
- Chris Jericho
- Jim Neidhart
- Davey Boy Smith
- Jake Roberts